# 中等教育普通證書
中等教育普通證書（英語：General Certificate of Secondary Education，簡稱 GCSE） 為國際認可的學歷證明。於英格蘭，威爾斯以及北愛爾蘭等地區的中學中修習兩年(某些學校三年)課程後取得。在過去，英國政府讓學生在學習完兩年的課程後才進行這項證書測驗。現在將證書測驗改成中學課程的一部份，並且以期末考試作為測驗的最終結果。測驗本身也增加難度，課業成績由「受控評價」(Controlled Assessments)取代。受控評價中，學生要完成許多項作業或報告，成績最終會計算在期末的總成績內。受控評價的標準通常是以測驗形式進行。
中等普通教育證書相當於第一級或是第二級(依據等級)的關鍵技能證書(Key Skills Qualification) (在蘇格蘭，相當於國家5級(National 5))。學生可以在畢業前決定選修一門或是更多的GCSEs 課程，其它人也可以在任何時間在指定的機構選修 GCSEs 課程。
在過去或是目前的英國領土中，如直布羅陀，奈及利亞以及南非等地的教育系統中，也提供並接受此中等普通教育證書的證明。其他的英國殖民地，如新加坡以及辛巴威等地，則是使用劍橋普通教育證書普通水準(O-level)證書。國際性的 GCSE 則稱作「國際中學教育普通證書」(IGCSE)，可以在世界各地報名考試，並且包含語言的考試項目。所有的考試項目都會包含歐洲國際文憑(European Baccalaureate)要求的項目以及 GCSEs 所要求的項目。

## 主要內容
在中學二年級開始，學生可以選修多種GCSE的課程。一般來說，會從10年級(14~15歲)開始選修。某些課程會提早開始，例如數學、英語以及科學課程，因為這些課程通常兩年內上不完。最後的測驗通常會在11年級(15~16歲)進行。
在北愛爾蘭，由於學制不同，所以通常會高一個年級，如英國本地是9年級，則在北愛爾蘭則是10年級等等。學生選修 GCSE 課程可以非常彈性，通常會在八到十個科目之間，少數情況下會更少。
在中學階段，GCSEs 為強制性的核心課程。公立學校的要求為英語、數學、科學以及體育課程要到達到關鍵階段第四階段(14~16歲)，這是英國義務教育的結束。在英格蘭以及北愛爾蘭，學生按照國家教育政策(在公立學校)中得學習資訊及通訊科技以及公民教育(citizenship)。在威爾斯地區，則增加威爾斯語(第一或是第二語言) 為主要課程。這些科目通常不以考試為目的的教育，不過通常英語、數學以及科學依然會以 GCSE 為目標教學。
由於上述的原因，所有的學生都會選修 GCSEs 的英語，數學以及科學課程。除此之外，許多學校也會增加英語文學課程，以及至少一門外國語，以及至少一門的設計與科技(design and technology)相關課程，宗教課程(religious education) (通常很短，或是一學期)，以及資訊及通訊課程(通常以電腦相關以及職業相關)。學生可以在主修以外的課程，選修這些課程(加起來約十門課程)。或是增加比較短的 GCSEs 課程以及其他文憑課程，如 BTECs 課程。

### 等級
為期兩年的 GCSE 課程結束後，學生會獲得一個成績等級。及格等級，從最高至最低為： A* (發音為「A-star」)、A、B、C、D、E、F 以及 G。等級 U (Grade U) 亦即未及格或是不分級(ungraded/unclassified) 則表示該學生未獲得學分並且無法在 GCSE 取得該成績證明。
GCSEs 也隸屬於英國國家證照制度的範圍內。一個 GCSE 成績位於等級 D–G 代表「等級1 」(Level 1) 的資格證明，而 GCSE 位於等級 A*–C 則代表「等級2」(Level 2)的資格證明。 GCSEs 在等級 A*-C (亦即 Level 2) 越容易受雇主或是教育機構所接受。等級1的人容易被要求進步到等級2。當然，等級2的人也會被要求進步到等級3(Level 3)的資格證明。
有時候如果學生只有學習部分課程或是缺少關鍵報告等，也會獲得 X 等級(X grade)的成績。Q等級 (query grade) 表示這個成績正由考試委員會與學校聯繫中。 X 以及 Q 等級都是在暫時的情況下，等到最後確定的成績(A*-G 或是 U)出現即會更改。
在極罕見的情況下會出現 X 等級，例如學生在報告中出現仇恨言論。在某些情況下會讓該學生失去報告成績或是整個課程成績。 最常出現X 等級的情況為與道德有關的課程中，要求學生發表個人的科學觀或是對宗教的意見。其中最常見的是生物與宗教的相關課程或研究。
從2015年開始，英國沿用多年的GCSE考試評級制度產生了重大改變.原本的A*-G的英文字母評級制度將由數字 9至1代替。新制度於2017年開始實行（只在數學，英語和英文文學），已於2020年實行到所有科目。

#### 分級測驗
在部分課程科目中，採取兩種等級課程：
- 進階級(Higher)，在這個課程中，學生將會獲得A*–D(E) 或是 U 等級。
- 基礎級(Foundation)，在這個課程中，學生將會獲得 C–G 等級或是 U 等級。

如果學生基礎級課程並未獲得 G 等級，或是進階級課程中並未獲得 E 等級，則該學生則未取得課程學分並且取得 U 等級的資格證明。考生如果在進階級課程中並未取得等級 D 的成績，則會拿到等級 E 的成績。區分難易度的科目課程中，學生可以選擇不同等級的課程。在沒有區分難易度的課程，例如歷史，考生將直接獲得等級成績。 「受控評價」也直接讓考生獲得任何等級成績。
GCSE 的數學課程中則分成 3 個等級，基礎級( Foundation grades) (D–G)、 中級(Intermediate) (B–E) 以及進階級(Higher) ( A*–C) 。
|      | A*  | A    | B    | C    | D    | E    | F    | G   | U   | A*+A | A*-C | entries   |
| ---- | --- | ---- | ---- | ---- | ---- | ---- | ---- | --- | --- | ---- | ---- | --------- |
| 1988 | N/A | 8.4  | 12.8 | 20.7 | 19.3 | 16.6 | 12.5 | 6.3 | 3.4 | 8.4  | 41.9 | 5,230,047 |
| 1989 | N/A | 9.9  | 13.8 | 21.9 | 19   | 15.8 | 11.2 | 5.6 | 2.9 | 9.9  | 45.6 | 5,132,998 |
| 1990 | N/A | 10.8 | 14.4 | 22.5 | 18.7 | 15.3 | 10.6 | 5.2 | 2.5 | 10.8 | 47.7 | 5,016,547 |
| 1991 | N/A | 11.4 | 14.7 | 22.4 | 18.6 | 15   | 10.5 | 5.3 | 2.2 | 11.4 | 48.5 | 4,947,593 |
| 1992 | N/A | 12.3 | 15.3 | 22.9 | 18.6 | 14.7 | 9.9  | 4.7 | 1.6 | 12.3 | 50.5 | 5,028,554 |
| 1993 | N/A | 12.5 | 15.9 | 23.1 | 18.6 | 14.2 | 9.3  | 4.4 | 1.8 | 12.5 | 51.5 | 4,968,634 |
| 1994 | 2.8 | 10.2 | 18   | 21.8 | 18.7 | 13.7 | 9.3  | 4.1 | 1.5 | 13   | 52.8 | 5,029,599 |
| 1995 | 3.2 | 9.9  | 17.8 | 22.1 | 18.6 | 14   | 9    | 3.9 | 1.5 | 13.1 | 53   | 5,431,625 |
| 1996 | 3.4 | 10.3 | 18   | 22.3 | 18.6 | 13.4 | 8.7  | 3.8 | 1.5 | 13.7 | 54   | 5,475,872 |
| 1997 | 3.6 | 10.5 | 18.1 | 22.3 | 18.7 | 13.3 | 8.5  | 3.6 | 1.5 | 14.1 | 54.4 | 5,415,176 |
| 1998 | 4.1 | 10.6 | 16.5 | 23.6 | 18.6 | 13.2 | 7.6  | 3.5 | 2.3 | 14.7 | 54.8 | 5,353,095 |
| 1999 | 4.4 | 10.8 | 16.9 | 23.7 | 18.7 | 12.7 | 7.5  | 3.3 | 2   | 15.2 | 55.8 | 5,374,751 |
| 2000 | 4.6 | 11.2 | 17   | 23.8 | 18.4 | 12.5 | 7.2  | 3.2 | 2.1 | 15.8 | 56.6 | 5,481,920 |
| 2001 | 4.9 | 11.2 | 16.9 | 24.1 | 18.3 | 12.1 | 7.1  | 3.3 | 2.1 | 16.1 | 57.1 | 5,632,936 |
| 2002 | 5   | 11.4 | 17.4 | 24.1 | 18.1 | 12   | 6.7  | 3.2 | 2.1 | 16.4 | 57.9 | 5,662,382 |
| 2003 | 5.1 | 11.6 | 17.3 | 24.1 | 17.7 | 11.7 | 6.8  | 3.3 | 2.4 | 16.7 | 58.1 | 5,733,487 |
| 2004 | 5.6 | 11.8 | 17.3 | 24.5 | 17.3 | 11.3 | 6.6  | 3.2 | 2.4 | 17.4 | 59.2 | 5.875,373 |
| 2005 | 5.9 | 12.5 | 18   | 24.8 | 17.3 | 10.5 | 6    | 2.8 | 2.2 | 18.4 | 61.2 | 5,736,505 |
| 2006 | 6.3 | 12.8 | 18.3 | 25   | 17.3 | 10.2 | 5.6  | 2.6 | 1.9 | 19.1 | 62.4 | 5,752,152 |
| 2007 | 6.4 | 13.1 | 18.6 | 25.2 | 17.2 | 9.8  | 5.3  | 2.4 | 2   | 19.5 | 63.3 | 5,827,319 |
| 2008 | 6.8 | 13.9 | 19.8 | 25.2 | 16.6 | 9.1  | 4.7  | 2.3 | 1.6 | 20.7 | 65.7 | 5,669,077 |
| 2009 | 7.1 | 14.5 | 19.9 | 25.6 | 16.5 | 8.5  | 4.4  | 2.1 | 1.4 | 21.6 | 67.1 | 5,469,260 |
| 2010 | 7.5 | 15.1 | 20.6 | 25.9 | 15.9 | 7.8  | 4    | 1.9 | 1.3 | 22.6 | 69.1 | 5,374,490 |
| 2011 | 7.8 | 15.4 | 21.7 | 24.9 | 15.1 | 7.8  | 4.1  | 2   | 1.2 | 23.2 | 69.8 | 5,151,970 |
| 2012 | 7.3 | 15.1 | 21.7 | 25.3 | 15.9 | 7.7  | 4.1  | 1.9 | 1   | 22.4 | 69.4 | 5,225,288 |
| 2013 | 6.8 | 14.5 | 21.5 | 25.3 | 16.6 | 8    | 4.1  | 2   | 1.2 | 21.3 | 68.1 | 5,445,324 |
| 2014 | 6.7 | 14.6 | 21.9 | 25.6 | 16.3 | 7.6  | 3.8  | 2.0 | 1.5 | 21.3 | 68.8 | 5,217,573 |
| 2015 | 6.6 | 14.6 | 22.1 | 25.7 | 16.4 | 7.6  | 3.7  | 1.9 | 1.4 | 21.2 | 69   | 5,277,604 |

來源: Joint Council for General Qualifications via Brian Stubbs页面存档备份，存于）.
備註: In the final year DES statistics for O-Levels are available, and across all subjects, 6.8% of candidates obtained a grade A, and 39.8% and A-C.

#### 自1988年6月起的英國 GCSE 等級比例表
- A*
- A
- B
- C
- D
- E
- F
- G
- U

### 擴充教育(Further education)
一般獲得五項以上的 A*–C 等級學分，包括英語科以及數學科等的學生，通常在畢業後，會進入預科學校接受普通教育高級程度證書(A-level)以及BTEC Level 3  的課程。在這類的預科學校中，通常會接收 GCSE 到達最少 C 等級的學生。大部分的大學通常會要求學生在預科學校的英文以及數學方面的成績到達 A-level 或是BTEC 的 C 等級。許多學生會因為在英語或是數學的 GCSE 無法獲得 C 等級而重修，以獲得未來能進入預科學校的機會。如同接受 A-Levels 課程，學生也可以接受 BTEC 的課程。部分學生甚至可以在中學時參與一兩門的 A-Levels 課程。不過有些學生可以前往大學修讀BTEC Extended Diploma 的課程，這門課程為期兩年並且讓學生獲得進入大學所要求的同等 3 A-Levels 等級學分成績。之所以學生選擇修讀 BTEC 課程是因為這些課程通常包含職業上以及實用技能課程。
申請進入大學時通常會計算 GCSE 的分數，有時候會要求申請學生要有足夠數量的 A 以及 A* 等級成績。

### 受控評價(Coursework and controlled assessment)
在某些科目上，只需要一個或是多個受控評價作業。受控評價的成績可以是最後的總成績的10~60%，在越需要實作的課程中，如設計及工藝(design and technology)(60%), 藝術 (60%)、 資訊及通訊科技 (60%), 音樂 (60%) 以及英語(40%) 通常會比較要求實作的作業。其他的成績(以主科來說)， 則是由測驗來決定。這些考試測驗通常在11年級結束時進行，由一連串的考試或是通過課程要求，或是兩種方式的結合等等進行。有時候學生可以重考以提高最後的成績等級。
從正面來看，受控評價作業可以減輕最終測驗的壓力，由於這些作業是提前在學期中進行。反面來看，這表示學生得有不少作業得做，有時候甚至做了一連串的作業，但是卻占總成績不高。例如，在英語課中，學生得完成一項長達數千字的報告作業，但是卻只占總成績的 5% 。不過這個比例由考試委員會決定。
受控評價通常得在課外進行，不過由於有作弊的可能性，越來越多作業要求在監督的情況下完成。有許多課程，包括經濟學，科學以及歷史，通常受控評價作業會要求在學校完成。設計及工藝課程也轉換為更受環境以及時間限制下，監控的狀況下進行。  一項調查顯示大部分的老師都對受控評價作業感到不滿。

### 考試委員會
GCSEs 的課程設計以及成績評定長期以來由一個獨立的考試委員會(Examination boards)決定，最初由國家課程委員會(National Curriculum Council) (NCC) 以及學校考試及評定委員會( School Examinations and Assessment Council) (SEAC) 決定。之後演變為學校課程以及評定委員會(School Curriculum and Assessment Authority) (SCAA)、學歷及課程委員會(Qualifications and Curriculum Authority) (QCA)、國家學歷資格委員會(National Council for Vocational Qualifications) (NCVQ)、威爾士的學歷，課程評定委員會(Awdurdod Cymwysterau, Cwricwlwm ac Asesu Cymru) (ACCAC)、學歷及成績測驗辦公室(The Office of Qualifications and Examinations Regulation (Ofqual))，以及威爾斯測驗辦公室(Qualifications Wales) (QW)。
現在在英國有五個舉辦 GCSEs 的考試委員會:
- Assessment and Qualifications Alliance (AQA), 合併了原本的: AEB, JMB, NEAB 以及 SEG 等單位。

- Oxford, Cambridge and RSA Examinations (OCR), 原先為: 牛津與劍橋(Oxford and Cambridge)、MEG 以及 RSA 考試委員會。
- Edexcel，前身為: Pearson-Edexcel - London Examinations, BTEC or ULEAC.
- Welsh Joint Education Committee (WJEC)
- Council for the Curriculum, Examinations & Assessment (CCEA)

這些考試委員會都隸屬於英國政府，不過都各自獨立運作。過去的地方考試委員會數量較多，現在合併為五個委員會，並允許學校可以任意選擇其中一個委員會合作。

### 成績結果
學生會在八月的第四個星期收到 GCSEs 成績。CCEA 考試委員會在星期二公布，而其他考試委員會在星期四公布。正常來說，學生會在學校接獲成績，不過 Edexcel 考試委員會提供網路公布服務。

### 批評
GCSE 級分近幾年來不斷的提高，批評者認為這是級分膨脹(grade inflation)。根據比較過去約20年間，學生在 YELLIS 測驗的成績以及 GCSE 的成績， Robert Coe 發現 GCSE 的成績普遍提高 0.2 分(科學) 以及 0.8 (數學)。 只有約超過一半的學生取的一般大學要求的5個 GCSE  A* 到 C 的成績。
另一個與過去的測驗方式有極大差異的部分為，後來的 GCSE 應該從「常模參照測驗」(norm-referenced marking) 改成「標準參照測驗」(criterion-referenced marking)。 在常模參照測驗的系統中，考生要達到標準百分比才能獲得級分。在標準參照測驗中，理論上，所有的考生只要到達條件就能獲得級分。GCSE 跟一些常模參照測驗，如 NFER Cognitive Ability Test 或是 CAT 等測驗相比， GCSE 的級分似乎顯示了意外的相似性，這使得跟原本 GCSE 的「標準參照測驗」目的相違背。
另外一直被詬病的部分為，學校獲得的 GCSE 成績會列入學校的辦學績效評分等級，以及設定學校的辦學目標。過去有一段時間，E 級分被視為 CSE 等級 4，並被認為是一般學生的平均等級。前英國教育大臣基思·约瑟夫曾經設下目標要求所有90%以上學生最低要有等級 F (這是1988年時的平均成績)，這項目標最終在2005年夏天時完成。前教育大臣David Blunkett 則進一步設下目標要求 50% 的16歲學生能通過 5 個 GCSEs 或是等同於 grade C 或以上的成績，等於要求學校原本只有 30% 的人能夠取得這項成績現在變成 50%。這在 2004年的夏季完成目標，但很大的原因是因為取得職業成績(vocational qualifications)。 如果該學校無法取得至少5個GCSEs，包括數學以及英文，就會被貼上標籤。基本上這是要求 40% 的學生都得達到原本只有20%學生能夠完成的目標。
最近幾年，對於評分標準使得部分英國公學(UK)|public schools]] 在 GCSEs 課程中額外增加 IGCSEs 課程，或是要求學生上 A-level 課程或是BTEC課程。 其他公學，如曼徹斯特語法學校(Manchester Grammar School)，則直接用IGCSE課程取代 GCSE 課程。 新的科學大綱使得許多公學改而教授IGCSE 雙學分課綱。
最近幾年，出現多起抱怨 GCSEs 以及 GCE A-levels 給分不公的事件(教師或學生可以在考試結束後發現成績不如理想，透過重新註冊的手續將成績改為想要的)，以及修改給分標準。最近則發生歷史上首次 GCSEs A*-C 的通過比例下降。
另一起與 GCSE 的數學測驗有關的事件為抱怨特定題目過於困難，該題目後來被媒體稱作「漢娜糖果」('Hannah's sweets')問題。 大家抱怨該題目過於困難或是根本不知道在描述什麼。該事件在推特上發酵，之後被許多家媒體報導。然而，在該事件冷卻後，許多教師，專家以及學生在媒體上發表解題方法。
除此之外，牛津大學以及劍橋大學競相出版許多關於 GCSEs 以及 A-Levels 的書籍，(如 Critical Thinking, General Studies etc.) 或是數學(Mathematics)、科學(Sciences)、語言(Languages)等，有些教育學者贊同，然而有些教師並不認同，並認為這樣的舉動在破壞傳統的 GCSE (以及 A-Level) 科目」。
性別偏見也是另一個評論的觀點。教育部門的資料顯示男學生與女學生的 GCSEs 成績表現逐漸拉大，特別是 O 級分的學生。

## 科目
底下的科目並非每所學校都提供。

### 核心/必修課程
- 英語 (學生可以選擇兩種方式):
  - 2 GCSEs: 英語 以及 英語文學
  - 1 GCSE: 英語
- 數學
- 威爾斯語 或是選擇威爾斯語為第二語言 (於威爾斯地區全部學校)
  - 在威爾斯的學校也會同時提供 威爾斯文學 供學生修讀。
- 愛爾蘭語：愛爾蘭學校以及北愛爾蘭地區提供
- 科學 (學生也可以選擇不同方式):
  - 1 GCSE: 科學(包括生物學、化學、物理學) 通常都是核心科學課程。
  - 2 GCSEs：科學以及其他科學(Additional Science) (較多學術性課程)
  - 2 GCSEs: 科學以及其他應用科學(Additional Applied Science) (較多實用性課程)
  - 2 GCSEs: 雙應用科學(Double Award Applied Science) (職業培訓課程) (也被稱作 Dual Award 或是 Double Science)
  - 3 GCSEs: 生物學，化學，物理學都是個別 GCSEs 課程 (也被稱作 Triple Award 或是 Triple Science)

許多學校提供其他科學相關課程。包括 GCSE 的天文學以及地理學。
- 部分學校也會將宗教學(Religious Education) (短期或是全期) 以及資訊及通訊科技等課程列為必修課程。

### 語言課程

#### 現代語言
- 南非語
- 阿拉伯語
- 孟加拉語
- 粵語
- 現代標準漢語
- 荷蘭語
- 法語
  - 應用法語，如商用法語，為職業課程。
- 德語
  - 應用德語，如商用德語，為職業課程。
- 現代希臘語
- 古吉拉特語
- 現代 希伯來語
- 印地語
- 愛爾蘭語 為母語
- 愛爾蘭語 為第二語言
- 義大利語
- 日語
- 馬爾他語
- 馬來語
- 曼島語
- 旁遮普語
- 波斯語
- 波蘭語
- 葡萄牙語
- 俄語
- 索馬利亞語
- 西班牙語
- 坦米爾語
- 泰盧固語
- 土耳其語
- 烏爾都語
- 威爾斯語
- 約魯巴語

#### 古典語言
- 古典坦米爾語
- 古典阿拉伯語
- 古希臘語
- 古典希伯來語
- 拉丁語
- 梵語

### 科技課程
- 設計與科技(design and technology)
  - 圖畫設計(Parametric CAD)
  - 電子產品(Electronic Products)
  - 電子學 以及耐磨材料(Resistant Materials)
  - 食品科技(Food Technology)
  - 平面設計/產品
  - 產品設計(Product Design)
  - 耐磨材料(Resistant Materials)
  - 布
  - 系統與控制(Systems and Control)
- 餐飲(Catering)
- 電子學
- 工程學
- 工程學 以及 製造業 (雙學分double award)
- 家政學(Home Economics)
  - 食品以及營養(Food and Nutrition)
  - 兒童發展(Child Development)
  - 布(Textiles)
- 製造業
- 資訊及通訊科技
- 電腦科學(Computer Science)
- 電腦(ICT 實用技能) (2010年9月首次導入試行)
- 數位科學(Digital technology)
- 動作影像藝術(Moving image arts)

### 人文學類
- 公民教育(Citizenship)
- 古代文明(Classical Civilisation)
- 經濟學
- 地理學
- 歷史
  - 現代世界(Modern World)
  - 經濟與社會(Economic and Social)
  - 校園歷史專題(Schools History Project)
- 人文學科
- 宗教學
  - 佛教
  - 基督教
  - 印度教
  - 伊斯蘭教
  - 猶太教
  - 倫理學 以及 哲學
  - 錫克教

### 人類與社會相關科目
- 商學
- 應用商學(Applied Business) (雙學分)
- 企業 與 經濟學
- 商業和通信系統(Business and Communications Systems)
- 金融服務(Financial Services) (已刪除，最後一次為2010年夏季)
- 健康 與社會照顧(Social Care) (雙學分)
- 款待(Hospitality)
- 法律
- 休閒與旅遊(Leisure and Tourism)
- 心理學
- 社會學
- 旅行與旅遊(Travel and Tourism)

### 表現藝術
- 動畫(Animation)
- 應用藝術 以及 設計 (雙學分)
- 藝術與設計(Art and Design)
- 藝術與設計: 美術(Fine Art)
- 藝術與設計: 圖像(Graphics)
- 藝術與設計: 攝影(Photography)
- 藝術與設計: 紡織(Textiles)
- 藝術與設計: 三維設計/研究(Three-dimensional Design/Studies)
- 舞蹈(Dance)
- 戲劇(Drama)
- 數位攝影(Digital Photography)
- 表現藝術(Expressive Arts)
- 電影研究(Film Studies)
- 媒體研究(Media Studies)
- 動作圖像藝術(Moving Image Arts)
- 音樂(Music)
- 表演藝術(Performing Arts)
- 原創寫作(Original Writing)

### 其他
- 會計(Accounting)
- 高等數學(Additional Mathematics)
- 天文學(Astronomy)
- 建築(Construction) / 建築與建築環境(Construction and the Built Environment)
- 環境科學(Environmental Science)
- 地質學(Geology)
- 普通教育文憑(General Studies)
- 人體與健康(Human Physiology and Health)
- 個人理財 IFS Personal Finance
- 新聞學(Journalism)
- 生活與職業(Learning for Life and Work)
- 賽車(Motorsport)
- 機動車輛與道路使用者研究(Motor Vehicle and Road User Studies)
- 個人與社會(Personal and Social Education)
- 體育(Physical Education (PE))
- 體育：遊戲(Physical Education: Games)
- 職業生活準備(Preparation for Working Life)
- 農業與農業科學(Rural and Agricultural Science)
- 統計學(Statistics)